# Чемпионат Европы по настольному теннису 1970
7-й Чемпионат Европы по настольному теннису проходил с 1 по 8 апреля 1970 года во Дворце спорта «Лужники» в Москве. Было разыграно 7 комплектов медалей: в одиночном разряде, парном разряде и командных соревнованиях среди мужчин и женщин, а также в смешанном парном разряде. В турнире приняли участие 169 спортсменов из 22 стран. Это был первый чемпионат Европы по настольному теннису, который прошёл в СССР и впервые женская сборная СССР (в составе Зои Рудновой, Светланы Гринберг, Риты Погосовой и Алдоны Скарулене) выиграла командные соревнования.

## Медалисты

### Мужчины
| Разряд               | Золото                                                    | Серебро                                                          | Бронза                                                       |
| -------------------- | --------------------------------------------------------- | ---------------------------------------------------------------- | ------------------------------------------------------------ |
| Одиночный разряд     | Ханс Альсер                                               | Иштван Корпа                                                     | Стеллан Бенгтссон                                            |
| Одиночный разряд     | Ханс Альсер                                               | Иштван Корпа                                                     | Челль Юханссон                                               |
| Парный разряд        | Антун Стипанчич Драгутин Шурбек                           | Ханс Альсер Челль Юханссон                                       | Анатолий Амелин Станислав Гомозков                           |
| Парный разряд        | Антун Стипанчич Драгутин Шурбек                           | Ханс Альсер Челль Юханссон                                       | Иштван Йонер Тибор Клампар                                   |
| Командное первенство | Швеция · Челль Юханссон · Ханс Альсер · Стеллан Бенгтссон | Югославия · Драгутин Шурбек · Иштван Корпа · Миливой Каракашевич | СССР · Саркис Сархаян · Анатолий Амелин · Станислав Гомозков |
| Командное первенство | Швеция · Челль Юханссон · Ханс Альсер · Стеллан Бенгтссон | Югославия · Драгутин Шурбек · Иштван Корпа · Миливой Каракашевич | Венгрия                                                      |

### Женщины
| Разряд               | Золото                                                                   | Серебро                                                         | Бронза                                                 |
| -------------------- | ------------------------------------------------------------------------ | --------------------------------------------------------------- | ------------------------------------------------------ |
| Одиночный разряд     | Зоя Руднова                                                              | Илона Воштова                                                   | Рита Погосова                                          |
| Одиночный разряд     | Зоя Руднова                                                              | Илона Воштова                                                   | Мария Александру                                       |
| Парный разряд        | Светлана Гринберг Зоя Руднова                                            | Агнеш Шимон Диан Шёлер                                          | Мария Александру Кармен Крижан                         |
| Парный разряд        | Светлана Гринберг Зоя Руднова                                            | Агнеш Шимон Диан Шёлер                                          | Данута Калинска Чеслава Новорита                       |
| Командное первенство | СССР · (Зоя Руднова, Светлана Гринберг, Рита Погосова, Алдоне Скарулене) | Чехословакия · Илона Ухликова · Йитка Карликова · Алица Грофова | Англия · Джил Хаммерсли · Мэри Шэннон · Каренза Мэтьюс |
| Командное первенство | СССР · (Зоя Руднова, Светлана Гринберг, Рита Погосова, Алдоне Скарулене) | Чехословакия · Илона Ухликова · Йитка Карликова · Алица Грофова | Румыния                                                |

### Смешанный парный разряд
| Разряд           | Золото                         | Серебро                      | Бронза                            |
| ---------------- | ------------------------------ | ---------------------------- | --------------------------------- |
| Смешанный разряд | Зоя Руднова Станислав Гомозков | Рита Погосова Саркис Сархаян | Мэри Райт Денис Нил               |
| Смешанный разряд | Зоя Руднова Станислав Гомозков | Рита Погосова Саркис Сархаян | Светлана Гринберг Анатолий Амелин |